# Likwala
Likwala (auch Ekwala, Kwala und Likouala) ist eine Bantusprache und wird von circa 45.300 Menschen in der Republik Kongo gesprochen. 
Sie ist im Departement Cuvette am Unterlauf der Flüsse Sangha, Likouala-Mossaka und Likouala-aux-Herbes verbreitet.

## Klassifikation
Likwala bildet mit den Sprachen Akwa, Koyo, Likuba, Mboko und Mbosi die Mbosi-Gruppe. Nach der Einteilung von Malcolm Guthrie gehört Likwala zur Guthrie-Zone C30.
Die Sprecher von Likwala können sich mit den Sprechern von Likuba verständigen.